# Pursuit to Algiers
Pursuit to Algiers je igrani detektivski film iz leta 1945. Stvaritev filma je navdihnil sir Arthur Conan Doyle z zgodbo Rdeči krog. Deloma film črpa še iz "šokantnega primera z nizozemskega parnika Friesland", ki je omenjen na začetku kratke zgodbe The Adventure of the Norwood Builder, a Conan Doyle iz primera nikoli ni ustvaril kratke zgodbe ali romana. 
Film je režiral Roy William Neill. Glavni vlogi sta odigrala Basil Rathbone kot Sherlock Holmes in Nigel Bruce kot dr. Watson. Gre za 12. film iz Rathbonove in Brucove filmske serije. Dogajanje v filmu je osredotočeno na potovanje iz Londona v Alžir s parnikom Friesland, na krovu katerega nameravajo nepridipravi napraviti atentat na princa Nikolasa, princa izmišljene dežele Rovenije. Holmes in Watson pred potovanjem v tajnosti sprejmeta nevarno nalogo varovanja princa Nikolasa.

## Vsebina
Sherlock Holmes (igra ga Basil Rathbone) in dr. Watson (igra ga Nigel Bruce) se pripravljata na močno pričakovane počitnice, ko ju sredi ulice v šifrah povabijo na skrivnostno srečanje na naslov Fishbone Alley 26. Na tem naslovu ju pričaka premier Rovenije (igra ga Frederick Worlock) s svojimi pomočniki, ki ju prosi, da sprejmeta nalogo varovanja princa Nikolasa na poti iz Londona v Alžir. Princ Nikolas je po atentatu na očeta kralja Stefana postal naslednja tarča zlikovcev, ki želijo z atentatom nanj preprečiti nadaljevanje demokratičnega procesa v državi Roveniji. Holmes nalogo sprejme in privoli v spremstvo princa na poti.
Ob prihodu na letališče odkrijejo napake na predvidenem letalu, tako da za nevarno potovanje ostane edinole manjše letalo s 3 sedeži. To pomeni, da je prostora na letalu poleg pilota in princa Nikolasa le še za Holmesa, zato pade odločitev, da bo dr. Watson kot vaba pot opravil s parnikom Friesland. 
Dr. Watsonu pri vkrcanju stevard (igra ga Morton Lowry) predstavi mlado pevko Sheilo Woodbury (igra jo Marjorie Riordan), Watson pa se spozna še z ekscentrično starejšo gospo Agatho Dunham (igra jo Rosalind Ivan). Nekega popoldne je Sheila s petjem in igranjem na klavir zabavala ostale potnike, ko dr. Watson na oglasni deski prebere novico, da je letalo s 3 potniki strmoglavilo v Pirenejih. Ravno ko prične Watson že skrušen objokovati prijateljevo smrt, ga v njegovi sobi pričakata nihče drug kot Holmes in princ Nikolas. Holmes je namreč zaradi sumov glede letala spremenil načrt in se odločil potovati s parnikom. Dogovorijo se še, da bodo princa vsem predstavljali kot Watsonovega nečaka Nikolasa Watsona. 
Princ Nikolas nekega večera odide na prijateljski sprehod s pevko Sheilo. Watson ju v gosti megli izgubi izpred oči, a zato naleti na sumljiva sopotnika Jodrija in Kingstona. Princa in Sheilo naposled na robu palube odkrije Holmes, Watson na kraj prihiti nekaj trenutkov pozneje. Potem ko plovba nekaj časa poteka mirno in brez težav, napravi parnik postanek v Lizboni, kjer ladjo vkrcajo trije potniki ruskega porekla - debelušni Gregor, suhi Mirko ter nemi orjak Gubec. Gregor in Mirko s Holmesom in Watsonom na krovu odigrata igro podobno balinanju, nakar začne Holmes trojico hitro sumničavo gledati. Spomnil se je, da je Mirka nekoč že videl, in sicer v nekem pariškem cirkusu - Mirko je namreč vrhunski metalec nožev.
Trojica skuje načrt, da bo Mirko med spanjem z nožem skozi sobno lino pokončal Holmesa. Načrt na koncu pade v vodo, saj Mirka pričaka Holmes in ga ujame v past ter mu s pomočjo okenskega okvirja zlomi roko. Tako ni več dvoma, trojica je zagotovo tista, ki želi napraviti atentat na princa Nikolasa. Kmalu zatem se izkaže, da ima svoje prste umazane tudi pevka Sheila, saj v svoji borši z glasbenimi besedili skriva ukradene dragulje, ki jih tovori do Alžira za svojega šefa Hassana. Holmes ji obljubi zaščito pred šefom, če mu Sheila preda dragulje, in Sheila naposled privoli. Izkaže se še, da sumljiva potnika Jodri in Kingston nista nič drugega kot arheologa na poti na izkopavanja v Egipt. 
Na rojstnodnevni zabavi Agathe Dunham vsak gost prejme v pisanem ovitku papirnato kapo kot popestritev. Holmes s previdnostjo pristopi k ovitku, namenjenemu princu Nikolasu, in ga v vrže čez krov v morje. V ovitku ni bilo kape, temveč bomba, ki jo je podtaknil vodja lizbonske trojice Gregor. Ko tako še en poskus atentata propade, ladja le prispe v Alžir. Dr. Watson se odpravi v pristanišče na srečanje z rovenijskimi agenti, ki bodo prevzeli princa Nikolasa. V tem času Gregor, Mirko in Gubec napadejo Holmesa in princa Nikolasa. Holmesa zvežejo in pustijo na postelji Watsonove sobe, medtem ko princa odvedejo stran. Ob vrnitvi Watson z rovenijskimi agenti odkrije zvezanega Holmesa, ki pa uprizori preobrat. V sobo namreč pokliče stevarda, ki se izkaže za pravega rovenijskega princa Nikolasa. Trojico Gregorja, Mirka in Gubeca so medtem prijeli ter prinčevega dvojnika rešili, Holmes in Watson tako le še predata pravega princa rovenijskim agentom ter požanjeta pohvale za dobro opravljeno delo.

## Igralska zasedba
- Basil Rathbone – Sherlock Holmes
- Nigel Bruce – Dr. Watson
- Marjorie Riordan – Sheila Woodbury
- Rosalind Ivan – Agatha Dunham
- Morton Lowry – stevard
- Leslie Vincent – Prince Nikolas, alias "Nikolas Watson"
- Martin Kosleck – Mirko
- Rex Evans – Gregor
- John Abbott – Jodri
- Gerald Hamer – Kingston
- William 'Wee Willie' Davis – Gubec
- Tom Dillon – lastnik restavracije
- Frederick Worlock – premier
- Sven Hugo Borg – Johansson